# Stigmella juglandifoliella
The Pecan Serpentine Leafminer (Stigmella juglandifoliella) là một loài bướm đêm thuộc họ Nepticulidae. Nó được tìm thấy ở Ohio, Pennsylvania và Kentucky.

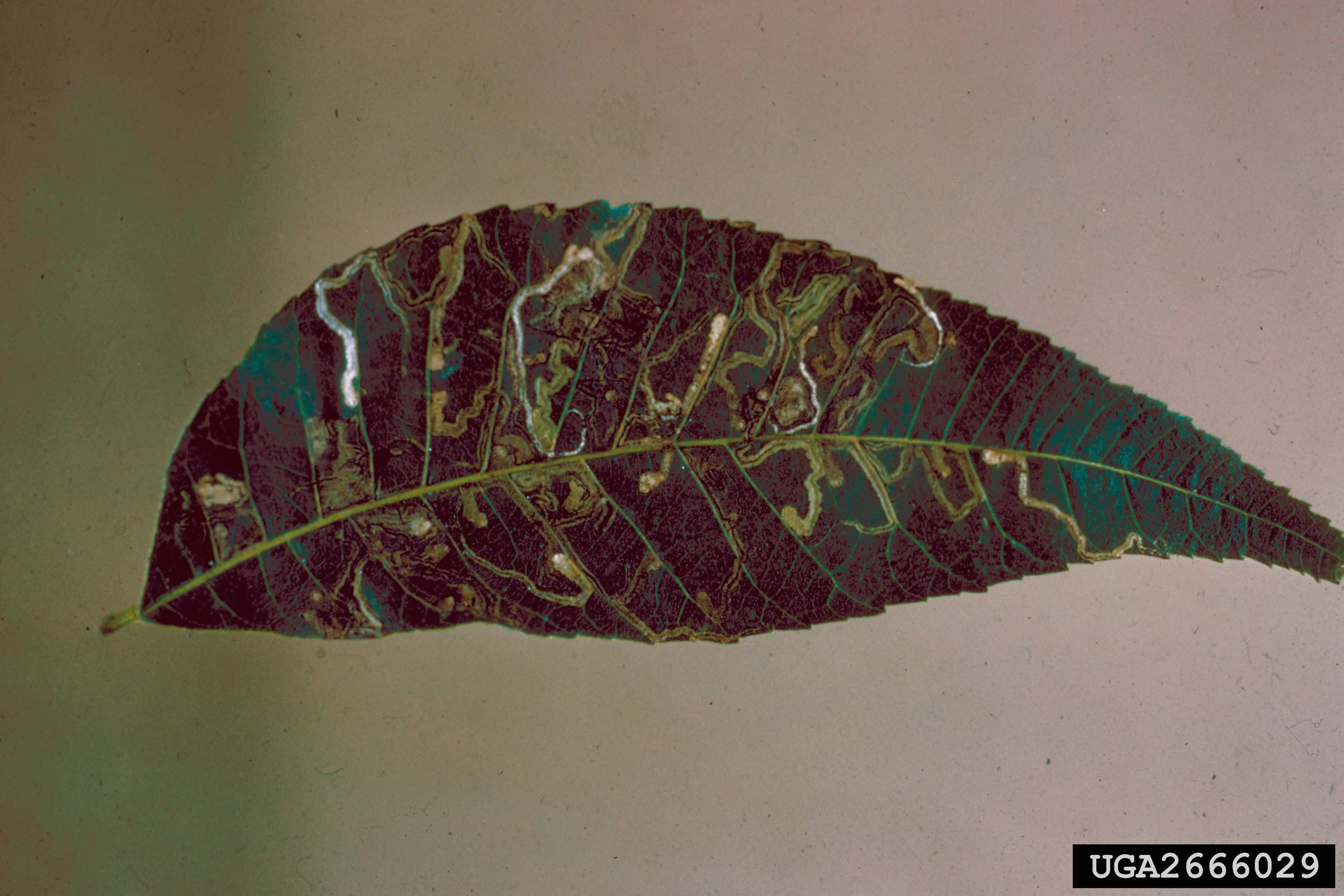
Stigmella juglandifoliella mine

Sải cánh dài 3.5-3.8 mm. There are probably two generations per year.
Ấu trùng ăn Carya illinoinensis.Chúng ăn lá nơi chúng làm tổ. 